# Новые демократы (США)
Новые демократы (англ. New Democrats), также известные как умеренные демократы (англ. Moderate Democrats), демократы-центристы (англ. Centrist Democrats) и клинтоновские демократы (англ. Clinton Democrats) — умеренная (центристская) фракция внутри Демократической партии США, возникшая в конце 1980-х годов после третьего подряд поражения демократов на президентских выборах. Как фракция «Третьего пути» новые демократы поддерживают культурный и социальный либерализм, придерживаются плюралистических позиций, одновременно занимая умеренные или консервативные позицию в финансовом отношении.
Новые демократы доминировали в партии с конца с 1980-х до середины 2010-х. Билл Клинтон, баллотирующийся как «новый демократ», дважды выигрывал президентские выборы, в 1992 и 1996 годах. Ведущими организациями являются Новая демократическая сеть, Новая демократическая коалиция и NewDEAL.
«Новые демократы» считают себя идейными преемниками Роберта Кеннеди, младшего брата Джона Ф. Кеннеди, называя несостоявшегося президента «предвестником современного либерализма и прогрессизма». Бывший президент США Билл Клинтон писал в своей книге My Life, что Бобби Кеннеди на праймериз 1968 года в Индиане стал первым «новым демократом».

## История

### Создание
После ряда сокрушительных поражений на выборах от Республиканской партии во главе с Рональдом Рейганом в 1980-х годах группа видных демократов решила, что партия потеряла связь с избирателями и нуждается в радикальном изменении идеологии и политики. В 1985 году исполнительный директор фракции демократов в Палате представителей Эл Фром и группа политиков-единомышленников основали Совет демократического лидерства (DLC). Они выступали за политику «третьего пути» в качестве альтернативы рейганизму.
Поражение на президентских выборах 1984 года побудило демократов-центристов к действиям, тогда и был сформирован Совет демократического лидерства (DLC). DLC, неофициальная партийная организация, сыграл важную роль в перемещении Демократической партии в центр американского политического спектра. В работе DLC, вплоть до выдвижения своих кандидатур от Демократической партии в 1988 году, приняли участие такие политики-демократы как сенаторы Эл Гор и Джо Байден (оба будущие вице-президенты).
Однако DLC не желал, чтобы Демократическая партия позиционировалась просто как центристская сила. Вместо этого DLC сформулировал свои идеи как «прогрессистские» и как «третий путь» для решения проблем эпохи. Примеры политических инициатив DLC можно найти в The New American Choice Resolutions.
Первоначально «новыми демократами» именовали себя в 1989 году группа прогрессивных реформистов во главе с сенаторами Гэри Хартом и Юджином Маккарти, он уже вскоре стал ассоциироваться с New Orleans Declaration и Советом демократического лидерства, который в 1990 году переименовал свой журнал, выходящий раз в два месяца, из The Mainstream Democrat в The New Democrat. Когда губернатор Арканзаса Билл Клинтон покинул поста председателя DLC, чтобы баллотироваться на пост президента на выборах 1992 года, он позиционировал себя как «новый демократ».

### Становление
Новые демократы первой волны (1980-е—1990-е годы) были очень похожи на южных и западных демократов из числа «синих псов». Эл Фром, основатель Совета демократического лидерства (DLC) и его лидер до 2009 года, был штатным сотрудником Гиллиса Лонга, члена Палаты представителей от Луизианы. В 1990 году DLC возглавил Билл Клинтон, губернатор Арканзаса. Под его руководством DLC основал две дюжины отделений и создал базу поддержки. Главной задачей новых демократов первой волны было возвращение Демократической партии голосов белых рабочих, в 1980-х годах голосовавших за Рейгана.
В 1990-е годы влияние новых демократов распространилось с Юга и Запада на Северо-Восток. На президентских выборах 1992 года в США один из лидеров новых демократов Билл Клинтон был избран 42-м президентом Соединённых Штатов, положив конец двенадцатилетнему господству республиканцев. Выборы в Сенат того же года сохранили статус-кво, а на выборах в Палату представителей демократы понесли потери, но смогли сохранить большинство.
Промежуточные выборы 1994 года в США не только завершились уверенной победой Республиканской партии, обеспечив ей контроль над Палатой представителей и Сенатом, но и почти уничтожили демократическое представительство на Юге и Западе.

### Президентство Билла Клинтона
Билл Клинтон стал первым «новым демократом» избранным на пост президента США. Во время своей президентской кампании он, в частности, обещал реформировать систему социального обеспечения, что впоследствии стало олицетворением политики «новых демократов» и снизить налоги для среднего класса. В 1993 году Клинтон расширил для работающих людей и семей с доходом ниже среднего, а также семей с детьми возможности получать налоговые кредиты, чтобы компенсировать их затраты на социальное обеспечение и обеспечить стимул к работе. Новые демократы были большими сторонниками регулирования экономики, чем предыдущие лидеры Демократической партии. Это особенно проявилось в сельском хозяйстве и телекоммуникациях. Кроме того «Новым демократам» и их союзникам удалось добиться от Конгресса ратификации Североамериканского соглашения о свободной торговле (НАФТА).
Много внимания «новые демократы» уделяли экономическому положению страны, сумев вывести США из экономической рецессии начала 1990-х годов, добившись профицитного бюджета и снижения государственного долга. Во времена администрации Билла Клинтона удалось принять Закон о сокращении дефицита 1993 года. Налоги на 1,2 % богатых налогоплательщиков были увеличены при одновременном сокращении налогов на 15 млн семей с низкими доходами и уменьшении налогов для 90 % малых предприятий. В целом при администрации Клинтона предельная ставка налога была повышена с 31 % до 40 %. В конечном итоге властям США впервые за много лет удалось добиться сбалансированного бюджета и длительного периода экономического роста.
Законодательство, подписанное при поддержке обеих партий при президенте Клинтоне, включает:
- Североамериканское соглашение о свободной торговле с Канадой и Мексикой.
- Запрет «Не спрашивай, не говори» на службу в вооружённых силах открытых геев (отменён в 2010 году).
- Закон о защите брака, запрещавший федеральному правительству признавать однополые браки (признан неконституционным Верховным судом США в 2015 году).
- Закон о восстановлении свободы вероисповедания[англ.] — федеральный закон о религиозной дискриминации.
- Закон о борьбе с насильственными преступлениями и обеспечении правопорядка[англ.], иногда называемый Законом о борьбе с преступностью 1994 года.[24]

Успехи «новых демократов» и политики «Третьего пути» при Клинтоне, по мнению английского социолога Энтони Гидденса, вдохновили Тони Блэра начать широкомасштабную модернизацию Великобритании во второй половине 1990-х годов.

### Президентство Барака Обамы
Барак Обама, избранный в итоге президентом, на момент выборов новым демократом не был. Летом 2003 года Обама, в то время являвшийся сенатором штата Иллинойс, попросил Совет демократического лидерства удалить его имя из списка «новых демократов», сказав, что никогда не вступал в Совет. В марте 2009 года Барак Обама, выступая в Белом доме перед 65 участниками Коалиции новых демократов, заявил, что он «новый демократ» и «демократ, выступающий за рост», что он «поддерживает свободную и справедливую торговлю» и «очень обеспокоен возвращением к протекционизму».
Оба президентских срока Обамы его администрация придерживалась позиция «свободной и справедливой торговли», в том числе в отчёте о торговле за 2015 год, The Economic Benefits of U.S. Trade, в котором отмечалось, что свободная торговля помогает развивающимся странам вывести людей из нищеты и открыть рынки для экспорта товаров из США".

## Известные деятели
| 1. Клинтон, Билл 2. Барак Обама 3. Байден, Джо | 1. Гор, Альберт 2. Байден, Джо | - Файнстайн, Дайэнн (Калифорния) - Карпер, Томас (Дэлавер) - Нельсон, Билл (Флорида) (former) - Стабенау, Дебби (Мичиган) - Синема, Кирстен (Аризона) - Кантуэлл, Мария (Вашингтон) - Клинтон, Хиллари (Нью-Йорк) (former) |

### Палата представителей
- Хаймс, Джим[англ.] (Коннектикут)[32]
- Агилар, Пит[англ.] (Калифорния)[32]
- Бера, Ами[англ.] (Калифорния)[32]
- Байер, Дон[англ.] (Виргиния)[32]
- Капс, Лоис[англ.] (Калифорния)[32] (бывшая)
- Карденас, Тони[англ.] (Калифорния)[32]
- Карсон, Андре[англ.] (Индиана)[32]
- Кастро, Хоакин[англ.] (Техас)[32]
- Коннолли, Джерри[англ.] (Виргиния)[32]
- Купер, Джим[англ.] (Теннесси)[32]
- Кортни, Джо[англ.] (Коннектикут)[32]
- Дэвис, Сьюзан[англ.] (Калифорния)[32]
- Делейни, Джон (Мэриленд)[32] (бывший)
- Дельбен, Сьюзан[англ.]Suzan DelBene (Вашингтон)[32]
- Энгель, Элиот (Нью-Йорк)[32]
- Эсти, Элизабет[англ.] (Коннектикут)[32]
- Фостер, Билл (политик) (Иллинойс)[32]
- Грэм, Гвен[англ.] (Флорида)[32]
- Хек, Денни (Вашингтон)[32]
- Эшфорд, Брэд[англ.] (Небраска)[32]
- Килмер, Дерек[англ.] (Вашингтон)[32]
- Кинд, Рон[англ.] (Висконсин)[32]
- Кирпатрик, Энн (Аризона)[32]
- Кустер, Энн Маклейн[англ.] (Нью-Гемпшир)[32]
- Ларсен, Рик[англ.] (Вашингтон)[32]
- Малони, Шон Патрик[англ.] (Нью-Йорк)[32]
- Микс, Грегори[англ.] (Нью-Йорк)[32]
- Моултон, Сет (Массачусетс)[32]
- Мерфи, Патрик[англ.] (Флорида)[32]
- Питерс, Скотт (политик)[англ.] (Калифорния)[32]
- Перлмуттер, Эд[англ.] (Колорадо)[32]
- Пьерлуиси, Педро (Пуэрто-Рико)[32] (бывший)
- Куигли, Майк[англ.] (Массачусетс)[32]
- Райс, Кэтлин[англ.] (Нью-Йорк)[32]
- Ричмонд, Седрик (Луизиана)[32]
- Санчес, Лоретта[англ.] (Калифорния)[32] (бывшая)
- Шифф, Адам (Калифорния)[32]
- Скотт, Дэвид[англ.] (Джорджия)[32]
- Шредер, Курт[англ.] (Орегон)[32]
- Вассерман-Шульц, Дебби (Флорида)[32]
- Сьюэлл, Терри (Алабама)[32]
- Смит, Адам[англ.] (Вашингтон)[32]
- Варгас, Хуан[англ.] (Калифорния)[32]
- Вела, Филемон (младший)[англ.] (Техас)[32]
- Торрес, Норма[англ.] (Калифорния)[32]
- Гонсалес, Висенте[англ.] (Техас)[32]
- О’Рурк, Бето (Техас)[32] (бывший)

### Губернаторы
- Полис, Джаред (Колорадо)[33]
- Карни, Джон (Дэлавер)[32]
- Куомо, Эндрю (Нью-Йорк)
- Биб, Майк (Арканзас, бывший)
- Наполитано, Джанет (Аризона, бывший)
- Сибелиус, Кэтлин (Канзас, бывший)
- Вилсэк, Том (Айова, бывший)
- Грегуар, Кристин (Вашингтон, бывший)
- Мэнчин, Джо (Западная Вирджиния, бывший, ныне сенатор)
- Уорнер, Марк (Вирджиния, бывший, ныне сенатор)
- Бредисен, Фил (Теннесси, бывший)
- Дойл, Джим (Висконсин, бывший)
- Грэнхолм, Дженнифер (Мичиган) (бывший)
- Генри, Брэд (Оклахома) (бывший)
- Кейн, Тим (Виргиния, бывший)
- Миннер, Рут Энн[англ.] (Делавэр, бывший)
- Ренделл, Эд (бывший губернатор Пенсильвания, бывший)
- Ричардсон, Уильям Блейн (Нью-Мексико, бывший)
- Бай, Эван (бывший губернатор Индианы и бывший сенатор)

## Организации

### Действующие
- Коалиция новых демократов[англ.]
- Сеть новых демократов[англ.]
- «Третий путь[англ.]»

### Недействующие
- Коалиция за демократическое большинство[англ.]
- Совет демократического лидерства[англ.]
- Рабочая группа умеренных демократов[англ.]
- Сенатская центристская коалиция[англ.]

## Идеология
По словам демократического спичрайтера и стратега Дилана Лоу, «новые демократы» склонны идентифицировать себя как фискально консервативные и социально либеральные.
Обозреватель Майкл Линд утверждал, что неолиберализм для новых демократов был «высшей стадией» левого либерализма. Контркультурная молодёжь 1960-х годов в 1970-е и 1980-е стала более консервативной в финансовом отношении, сохранив при этом свой культурный либерализм. Многие ведущие «новые демократы», включая Билла Клинтона, начинали как сторонники Джорджа Макговерна и постепенно сдвигались вправо в экономических и военных вопросах. По словам историка Вальтера Шейделя, обе основные политические партии в 1970-х годах перешли на продвижение свободного рыночного капитализма, причём республиканцы двигались вправо дальше, чем демократы — влево. Он отметил, что демократы сыграли значительную роль в финансовом дерегулировании 1990-х годов. Антрополог Джейсон Хикель утверждал, что неолиберальная экономическая политика эпохи Рейгана во многом была продолжена администрацией Клинтона, формируя новый экономический консенсус, пересекающий партийные линии.
«Новые демократы» столкнулись с критикой со стороны левых, в том числе либерального крыла партии. В интервью BBC в 2017 году Ноам Хомский сказал, что «демократы отказались от рабочего класса сорок лет назад». Политический аналитик Томас Фрэнк утверждал, что Демократическая партия стала представлять средний класс.